# Liga Feminina de Basquetebol
La Liga Feminina de Basquetebol è la prima divisione di pallacanestro femminile in Portogallo.

## Storia
Dal 1954 al 1998 la prima divisione di pallacanestro femminile in Portogallo era denominata Campeonato Nacional da 1a Divisão. Dal 1999 prese l'attuale dicitura.

## Albo d'Oro
1a Divisão
- 1954-55 Os Belenenses
- 1955-56 non disputato
- 1956-57 non disputato
- 1957-58 non disputato
- 1958-59 Academica Coimbra
- 1959-60 Academica Coimbra
- 1960-61 Benfica de Lubango
- 1961-62 Benfica de Lubango
- 1962-63 Benfica de Lubango
- 1963-64 Academica Coimbra
- 1964-65 Benfica de Lubango
- 1965-66 Benfica de Lubango
- 1966-67 CDUP
- 1967-68 Academica Coimbra
- 1968-69 Academica Coimbra
- 1969-70 Academica Coimbra
- 1970-71 CIF Lisboa
- 1971-72 Academica Coimbra
- 1972-73 Academica Coimbra
- 1973-74 Academica Coimbra
- 1974-75 Académico Porto
- 1975-76 C.A. Coimbra

- 1976-77 CIF Lisboa
- 1977-78 Académico Porto
- 1978-79 CIF Lisboa
- 1979-80 CIF Lisboa
- 1980-81 CIF Lisboa
- 1981-82 CIF Lisboa
- 1982-83 Algés
- 1983-84 CIF Lisboa
- 1984-85 Algés
- 1985-86 Algés
- 1986-87 CIF Lisboa
- 1987-88 Algés
- 1988-89 Estrelas Avenida
- 1989-90 Estrelas Avenida
- 1990-91 CIF Lisboa
- 1991-92 Estrelas Avenida
- 1992-93 União Santarém
- 1993-94 Estrelas Avenida
- 1994-95 Estrelas Avenida
- 1995-96 União Santarém
- 1996-97 CAB Madeira
- 1997-98 Olivais

L.F.B.
- 1998-99 CAB Madeira
- 1999-2000 Póvoa
- 2000-01 CAB Madeira
- 2001-02 União Santarém
- 2002-03 CAB Madeira
- 2003-04 União Santarém
- 2004-05 CAB Madeira
- 2005-06 CAB Madeira
- 2006-07 GDESSA
- 2007-08 Olivais
- 2008-09 Olivais
- 2009-10 A.D. Vagos
- 2010-11 Quinta dos Lombos
- 2011-12 Algés

- 2012-13 Algés
- 2013-14 Quinta dos Lombos
- 2014-15 União Sportiva
- 2015-16 União Sportiva
- 2016-17 GDESSA
- 2017-18 União Sportiva
- 2018-19 Olivais
- 2019-20 cancellato a causa della pandemia di COVID-19
- 2020-21 SL Benfica
- 2021-22 SL Benfica
- 2022-23 GDESSA
- 2023-24 SL Benfica
- 2024-25 SL Benfica[3]

## Titoli per squadra
| Titoli | Squadra            | Anno                                                 |
| ------ | ------------------ | ---------------------------------------------------- |
| 9      | Academica Coimbra  | 1959, 1960, 1964, 1968, 1969, 1970, 1972, 1973, 1974 |
| 9      | CIF Lisboa         | 1971, 1977, 1979, 1980, 1981, 1982, 1984, 1987, 1991 |
| 6      | Algés              | 1983, 1985, 1986, 1988, 2012, 2013                   |
| 6      | CAB Madeira        | 1997, 1999, 2001, 2003, 2005, 2006                   |
| 5      | Benfica de Lubango | 1961, 1962, 1963, 1965, 1966                         |
| 5      | Estrelas Avenida   | 1989, 1990, 1992, 1994, 1995                         |
| 4      | União Santarém     | 1993, 1996, 2002, 2004                               |
| 4      | Olivais            | 1998, 2008, 2009, 2019                               |
| 4      | SL Benfica         | 2021, 2022, 2024, 2025                               |
| 3      | União Sportiva     | 2015, 2016, 2018                                     |
| 3      | GDESSA             | 2007, 2017, 2023                                     |
| 2      | Académico Porto    | 1975, 1978                                           |
| 2      | Quinta dos Lombos  | 2011, 2014                                           |
| 1      | Os Belenenses      | 1955                                                 |
| 1      | CDUP               | 1967                                                 |
| 1      | C.A. Coimbra       | 1976                                                 |
| 1      | Póvoa              | 2000                                                 |
| 1      | A.D. Vagos         | 2010                                                 |